# Das Eulenschloß
Das Eulenschloß. Ein mit unglaublicher Zauberei vermischtes Drama in vier Aufzügen ist eine für das Marionettentheater konzipierte Kasperkomödie von Franz von Pocci und erschien 1871 im vierten Band des lustigen Komödienbüchleins im Verlag der J. J. Lentner'schen Buchhandlung (E. Stahl) in München. Am 26. Dezember 1869 wurde es in Josef Schmids Münchner Marionettentheater, zu der Zeit ansässig im Hof des Gasthauses Zum Glasgarten in der Blumenstraße 18, uraufgeführt.

## Entstehungskontext
Franz von Pocci veranstaltete bereits 1846–1849 Marionettentheateraufführungen für seine Kinder und einen kleinen Kreis von Gästen und Bewohnern auf Schloss Ammerland, die Manuskripte sind nicht mehr erhalten. 1855 erschien Poccis erstes Buch ausschließlich mit Kasperliaden, das neue Kasperl-Theater, zwei Jahre zuvor hatte er das Stück Kasperl in der Türkei bereits in dem Band Was du willst veröffentlicht. Auch wenn Pocci eine Aufführung zunächst nicht direkt beabsichtigte, machte er mit diesem Werk Josef Schmid auf sich aufmerksam, der die Gründung eines festen Marionettentheaters in München plante. Mit der Unterstützung Poccis, der sowohl seinen Einfluss beim Kultusminister als auch seinen Ruf als Schriftsteller von Kasperstücken jenseits des zotenhaften Jahrmarktkaspers geltend machen konnte, wurde das Marionettentheater am 5. Dezember 1858 eröffnet. Seitdem schrieb Pocci zahlreiche Kasperkomödien für das Theater, die in den sechs Bänden des Lustigen Komödienbüchleins überliefert sind.

## Handlung
Erster Aufzug
Die erste Szene zeigt eine Burgruine, die Kasperl (im Original Casperl) Larifari erreicht, nachdem er sich verlaufen hat. Das Publikum erfährt, dass er die Stadt aufgrund von Schulden verlassen musste und nun eigentlich auf der Suche nach einem Wirtshaus ist. Von der Mauer der Ruine herab spricht ihn der Ritter Kauzenveit in Gestalt einer Eule an und behauptet, er sei ein verzauberter Raubritter aus dem Mittelalter, der aufgrund schlechter Taten in eine Eule verwandelt wurde. Zum Beweis soll Kasperl ihm eine Feder ausrupfen, die bewirkt, dass auf der Burgmauer folgender Satz erscheint: „Jeder Wunsch sei dir gewährt.“ Kauzenveit erklärt Kasperl daraufhin, dass die Feder jeden „vernünftigen“ seiner Wünsche erfüllen werde und zugleich nur Kasperl den Ritter von seiner Verzauberung erlösen könne. Kasperl wünscht sich ein Wirtshaus herbei, das ihm sofort als „Zur goldenen Eule“ erscheint. Dort trifft er auf die Kellnerin Gretl (im Original auch Grethi). Während Kasperl sämtliche Gerichte der Speisekarte probiert, singt Gretl ihm auf seine Bitte hin ein Lied vor, „Das Eulenschloß“, welches erzählt, wie der Raubritter Eulenveit zur Bestrafung für seine Schandtaten von einem Blitz getroffen wurde. Seitdem, so Gretl, spuke es in der Burgruine. Nachdem Kasperl im Wirtshaus zu Bett gegangen ist, verrät Kauzenveit dem Publikum, dass er mit jeder weiteren von Kasperl eingelösten Feder seiner Rückverwandlung näher käme.
Zweiter Aufzug
Der zweite Aufzug zeigt einen möblierten, vornehmen Salon mit einem von Akten bedeckten Schreibtisch. Kasperl ist Staatsminister geworden, kann sein Amt jedoch nur ausführen, indem er seinem Geheimsekretär Eulert (alias Ritter Kauzenveit) immer wieder eine neue Feder ausrupft, um Beschlüsse zu tätigen oder Situationen zu lösen. Die Bauern Hutzlpeter, Hubertmartl und Knopflbauer aus Simpelsdorf treten zu einer Audienz vor. Sie erbitten den Bau einer Eisenbahn um ihr Geschäft mit Krautköpfen voranzutreiben. Kasperl, der seine Feder auf dem Nachttisch liegengelassen hat und sich daher seines üblichen Verstandes bedienen muss, rät den Bauern Unsinn und verweist sie an eine andere Dienststelle. Die Bauern bemerken dies nicht, sondern loben ihn sogar noch für sein weises Urteil und seine herablassende Haltung, die ihn als Staatsmann auszeichnet. Bedienstete treten ein und bringen Kasperl seine Aktentasche, doppelsinnig als Portefeuille bezeichnet. Kasperl besingt, unter anderem auf die Melodie einer Arie aus La dame blanche, die Vorteile seiner Stellung wie Essen und ein hohes Gehalt, ohne dafür etwas tun zu müssen. Zum Schluss tritt Gretl ein und beschuldigt Kasperl, ihr das Heiratsversprechen am Morgen nach Kasperls Wirtshausbesuch gegeben und nicht gehalten zu haben. Kasperl gibt vor, sich an nichts zu erinnern und bezeichnet eine Verbindung zwischen ihr, der einfachen Kellnerin, und ihm, dem hohen Minister, als undenkbar. Gretl geht weinend ab.
Dritter Aufzug
Geheimsekretär Eulert, allein im Salon, spricht davon, dass nur noch wenige Federn von Kasperl verbraucht werden müssten, damit er sich in seine einstige Gestalt und die Ruine in sein Schloss zurückverwandle. Kasperl tritt auf und erhält von Eulert die Nachricht, dass Gretl per Gericht Kasperls Heiratsversprechen einlösen wolle. Dieser ist zunächst empört, bereut jedoch, dass er Gretl nicht geheiratet hat und bittet Eulert um Rat. Der Geheimsekretär empfiehlt, abzuwarten, es werde sich schon eine Lösung finden. Da Kasperl beim Herzog Bericht erstatten soll, benötigt er eine neue Feder – es ist die letzte.
Im Vorzimmer der Residenz des Herzogs unterhalten sich Staatsrat von Walter und Geheimrat Aktenmaier über den Emporkömmling Kasperl, der stets den Vorzug vom Herzog erhält, weil dieser sich so gut unterhalten fühlt von den ungewollten Späßen Kasperls. Sie bemerken ebenfalls, dass eigentlich Eulert die Fäden zieht. Kasperl tritt auf, er kommt vom Herzog, hat jedoch seine Feder dort liegen gelassen. Das Gespräch mit den beiden Herren gestaltet sich dementsprechend, Kasperl beleidigt sie zuletzt, woraufhin diese sich beim Herzog über ihn beschweren wollen. Eulert erscheint, Kasperl bittet ihn erleichtert um eine weitere Feder, doch es war die letzte, die Kasperl nahm. Mit einem Donnerschlag verwandelt sich Eulert in einen elegant gekleideten Baron, Kasperl wird bewusstlos.
Vierter Aufzug
Der Baron von Eulenschloß (alias Eulert und Kauzenveit) hat sich mit den Bedingungen der Gesellschaft abgefunden, angesichts moderner Erfindungen wie des Jagdgewehrs, der Eisenbahn und des guten Essens trauert er seinem ehemaligen Leben als Raubritter nicht mehr hinterher. Er befindet sich in einem Wirtshaus, zu dessen Besitzerin Eulenschloß Gretl gemacht hat. Diese tritt auf und beweint noch immer den Verlust ihres Kasperls. Auch Eulenschloß hat Kasperl seit der Verwandlung nicht mehr gesehen. Gretl bleibt allein im Wirtshaus zurück.
Kasperl wurde vom Herzog entlassen und erzählt, wie undankbar die Menschen, die ihm zuvor Achtung entgegengebracht hatten, auf seine Kündigung reagierten. Dabei fällt ihm ein, wie er selbst Gretl behandelt hat -- und findet sich plötzlich am Wirtshaus wieder, wo er einst um Gretls Hand angehalten hatte. Nach einem kurzen Disput mit dem Hausknecht Hiesl, wieso Kasperl vor dem Wirtshaus herumlungere, wird er von Gretl in das Haus gebeten. Kasperl verstellt sich zunächst als alter Bettler und erfährt Gretls Großzügigkeit und dass sie immer noch nach Kasperl suche. Daraufhin gibt er sich zu erkennen, sie fallen sich in die Arme und singen ein Duett. Eulenschloß kommt hinzu und schließt Freundschaft mit beiden. Kasperl verspricht, bereits in 8 Tagen heiraten zu wollen und begreift seine Rolle als Ehemann als das einzig wahre Portefeuille, das er alleine ausführen kann.

## Figur des Kaspers
Der Name des Kasperl Larifaris stammt von Johann La Roche, der seine Figur als Schauspieler so benannt hatte, es ist ein reines Fantasiewort, das „Unsinn“, „dummes Zeug“ meint. In den Charakteristika der Figur Poccis fließen verschiedene Kasper- und Hanswursttraditionen zusammen. Nachdem der zeitgenössische Kasper nur noch als Bespaßung derber Art in Handpuppenstücken auf Jahrmärkten auftrat, musste sich Pocci an dem Wiener Barock-Hanswurst Stranitzkys orientieren, der – bis zur Vertreibung von der Bühne durch Johann Christoph Gottsched und Friederike Caroline Neuber – eine wichtige Figur im Schauspielerensemble darstellte. Von ihm adaptierte Pocci weitestgehend das typische Kostüm für seinen Kasper.
Im Kontrast zu Stranitzky, dem Jahrmarktskasper und z. B. dem Hamburger Prügel-Kasper im anonym erschienenen Stück Kasper soll gehängt werden, etablierte Pocci jedoch einen gemäßigten Kasper, der Gewalt und Obszönitäten als Späße ablehnte: „Ich machte aus ihm den humoristischen Realisten, dessen Lebenszweck so ziemlich lediglich Essen und Trinken; vermied aber dabei alles Zotenhafte, selbstverständlich umsomehr, da ja das Theater zunächst die Kinder [Sperrung im Original] als Publikum hatte, obgleich es allmählich nicht minder von Grossen [Sperrung im Original] gefüllt war.“ Aus der Tradition übernommen wurden hingegen Späße durch Verhörer, Wortspiele und Missverständnisse:
Eule. Wisse ich bin ein verzauberter Ritter aus dem Mittelalter.

Casperl. Wie? ein vermauerter Widder? Das ist wirklich erstaunlich.

Eule. Nun weiter.

Casperl. Gut. Ich gehe weiter. (Will fortgehen.)

Eule. Halt! Ich meine, daß du das Weitere hören sollst.

Casperl. Sagen Sie mir lieber das Engere, das dauert nicht so lang.
Ein weiterer Einfluss auf Stoff und Darstellung der Kasperstücke Poccis findet sich in den Zauber- und Märchenspielen der Romantik. In einer Zeit der ausgehenden Spätromantik und dem einsetzenden bürgerlichen Realismus finden sich in den Werken Poccis beide literarischen Epochen wieder. In Das Eulenschloß sind es jedoch vor allem romantische Elemente, z. B. das Stilmittel der romantischen Ironie (ein Paradestück mit Hanswurst-Beteiligung ist Der gestiefelte Kater von Ludwig Tieck), indem die Illusion des Theaters gebrochen wird:
Grethl. Das Lied heißt: »das Eulenschloß«.

Casperl. So steht's auch heute auf dem Commödizettel.
Auffällig ist in Poccis Kasperstücken die oft auftretende Situation des Kaspers als (Pseudo-)Gelehrter bzw. kurzfristig Höhergestelltem und seinem damit einhergehenden Sprachstil, der Bildungssprache darstellt und karikiert durch falsch gebrauchte oder phantasievoll kombinierte Fremdwörter sowie durch eine Überbetonung der Vokalformung:
Casperl. (sehr vornehm.) Ich hab' Euch schon im Audienzvormerkungsbrotikoll gelösen. Was habt Ihr zu suplixificiren bei mir?
Mit der gemäßigten Figur des Kaspers, die vor allem auch für Kinder geeignet sein sollte, beginnt eine neue Ära des Kaspers, der sich als Identifikationsfigur für Kinder im Puppentheater etabliert. Dennoch lässt sich hier noch keine starke Tendenz zum pädagogisierenden Kasper des 20. Jahrhunderts erkennen.

## Interpretation
Das Eulenschloß wurde zunächst unter Die Eulenburg aufgeführt, für den Druck später umbenannt, wahrscheinlich aufgrund der zu deutlichen Anspielung im Titel auf den preußischen Minister Friedrich zu Eulenburg angesichts der damaligen strengen Zensur. Einen ähnlichen Stoff hatte Pocci schon in der seit 1845 in den Fliegenden Blättern erscheinenden Fortsetzungs-Bildergeschichte Der Staatshämorrhoidarius bearbeitet und auch in Das Eulenschloß werden das Beamtentum, Gelehrte und die Bürokratie satirisch dargestellt. Die auftretenden Personen wie Aktenmaier oder die Bauern aus Simpelsdorf wirken durch ihre sprechenden Namen wie Stereotype, sie ordnen sich alle dem festen Gefüge der Gesellschaft unter und vertreten ihre zugewiesene Rolle – die Bauern sind die simplen, einfachen Menschen, die beiden Räte sind den ganzen Tag mit der Verwaltung (von Walter) von Akten (Aktenmaier) beschäftigt.
Die angeprangerte Willkür der Herrschaft und Anordnung von Gesetzen zeigt sich besonders deutlich in der Szene, in der die Bauern aus Simpelsdorf den Antrag zum Bau einer Eisenbahnstrecke stellen wollen, Kasperl ohne seine weise Feder jedoch nur Unsinn von sich gibt und die Bauern letztlich an ein anderes Büro verweist. Den Bauern erscheint dieses Vorgehen vollkommen natürlich, für sie muss ein Beamter sogar „niederträchtig“ und „herablassend“ sein.
Diese kleinbürgerliche, spießerhafte Gesellschaft, die in dem Stück dargestellt wird, wird auch in der Figur des Kasperls selbst nicht abgelehnt. Der anarchistische Charakter älterer Kaspertraditionen verschwindet hier nahezu. Auch wenn Kasper immer noch wenig Respekt vor Obrigkeiten zeigt, fügt er sich letztlich in die gegebenen Strukturen als Ehemann und hat damit sein Ziel des materiell gesicherten Lebens mit einfachen Bedürfnissen (Essen, Trinken, Frau) erreicht. Das Eulenschloß bietet darüber hinaus noch eine moralisierende Funktion: Kasperl erkennt, dass die Art, wie er Gretl behandelt hat ab dem Augenblick, ab dem er sich für etwas Besseres hielt, falsch war. Auch dieser reflektierende, gutartige Charakterzug Kaspers wird von Pocci neu entwickelt.

## Ausgaben (Auswahl)
- Pocci, Franz von: Kasperlkomödien (=Universal-Bibliothek Bd. 5247). Hg. v. Karl Pörnbacher. Stuttgart, Reclam 1972. ISBN 3-15-005247-5.
- Pocci, Franz von: Lustiges Komödienbüchlein. Viertes Bändchen. Nach der Erstausgabe von 1871 (= Pocci Werkausgabe Abteilung I: Dramatische Dichtungen Bd. 5). Hg. v. Ulrich Dittmann. München, Allitera 2008, ISBN 978-3-86520-409-7.
- Das Eulenschloß in der Version von 1871 im Projekt Gutenberg-DE.